# Rhadinaea decorata
La culebra café adornada (Rhadinaea decorata) es una especie de serpiente que pertenece a la familia Dipsadidae. Es nativa de México, Guatemala, Belice, El Salvador, Honduras, Nicaragua, Costa Rica, Panamá y Colombia. Es una pequeña serpiente terrestre que puede medir 35 cm.